# George Canning (tiratore di fune)
George Walter Canning (Bermondsey, 23 agosto 1889 – Rochford, 17 giugno 1955) è stato un tiratore di fune britannico.

## Biografia
Ha partecipato ai giochi olimpici di Anversa del 1920, dove ha vinto la medaglia d'oro nel tiro alla fune, battendo la squadra olandese.

## Palmarès
In carriera ha conseguito i seguenti risultati:
- Giochi olimpici

Anversa 1920: oro nel tiro alla fune.